# Scalptia androyensis
Scalptia androyensis is een slakkensoort uit de familie van de Cancellariidae. De wetenschappelijke naam van de soort is voor het eerst geldig gepubliceerd in 2006 door Verhecken & Bozzetti.